# Body Wars
Body Wars was een simulator in het Amerikaanse attractiepark Epcot. Het werd geopend op 19 oktober 1989, tezamen met het Wonders of Life-paviljoen waar de attractie zich bevond. De attractie werd gelijktijdig met het paviljoen gesloten op 1 januari 2007. De simulator is in 2014 ontmanteld. De ruimte waar de attractie zich bevond wordt nu gebruikt als opslagruimte voor het Epcot Food & Wine Festival.

## Opzet[3][4]

### Wachtrij
De bezoekers stappen de wachtrij in als medewerkers van het observatieteam. Er wordt ze middels videobeelden verteld dat ze level 1 en 2 van de zuivering van de huid moeten ondergaan voordat ze in een voertuig mogen stappen. Tevens wordt er informatie over de 4 voertuigen gegeven, waarin de bezoekers later plaats mogen nemen.

### Instapgedeelte
Er wordt verteld dat Dr. Cynthia Lair zichzelf als vrijwilligster heeft opgegeven om een splinter te onderzoeken van binnenuit het lichaam van een mens. Ze zit echter verkleind vast in het lichaam en wil eruit. Hiervoor moet ze gered worden door de bezoeker. Dat gebeurt middels het instappen in een Bravo 229, een voertuig dat verkleind kan worden. Kapitein Braddock is de kapitein van de bezoekers. De bezoeker wordt verteld dat het LGS 2050-type voertuig vóór verkleining 26 ton weegt, maar na verkleining niet meer dan een druppel water.

### Rit
Het voertuig, de Bravo 229, beweegt zich van de instapruimte naar de verkleinkamer. Wetenschappers zetten daar een deeltjesverkleiner op het voertuig, om het vervolgens te verkleinen en onder de huid van de proefpersoon te schieten. Ondertussen zijn er witte bloedcellen te zien, die op weg zijn naar de splinter om deze het lichaam uit te werken.
Je komt aan bij de splinter waar je dr. Cynthia Lair ontmoet. Zij wordt echter per ongeluk in een capillair gezogen als ze bezig is met het tellen van cellen. Kapitein Braddock stuurt het schip achter haar aan, de ader in, maar betreedt tegelijkertijd een nog onverkend gebied. De Bravo 229 wordt in een capillair gezogen en wordt door het hart, in de rechterhartkamer gepompt. Hierna wordt het voertuig naar de longen gepompt.
In de longen wordt dr. Lair aangevallen door een witte bloedcel. Kapitein Braddock beschiet deze cel met lasers om haar te bevrijden. Dr. Lair merkt op dat de batterij van haar voertuig leeg begint te raken. De wetenschappers in de verkleinkamer raden aan om energie af te tappen van de hersenen in het lichaam. Dr. Lair en kapitein Braddock vervolgen hun weg met het voertuig naar de hersenen, alwaar ze energie aftappen van een neuron. Vervolgens komen de voertuigen weer uit het lichaam en worden ze vergroot tot de originele grootte.

## De film
De film werd geregisseerd door Leonard Nimoy, geschreven door Scott Hennesy en kende de volgende rolverdeling:
| Acteur         | Personage            |
| -------------- | -------------------- |
| Tim Matheson   | Kapitein Braddock    |
| Dakin Matthews | Bevelhebber voertuig |
| Elisabeth Shue | Dr. Cynthia Lair     |